# Chính sách thị thực của Bhutan

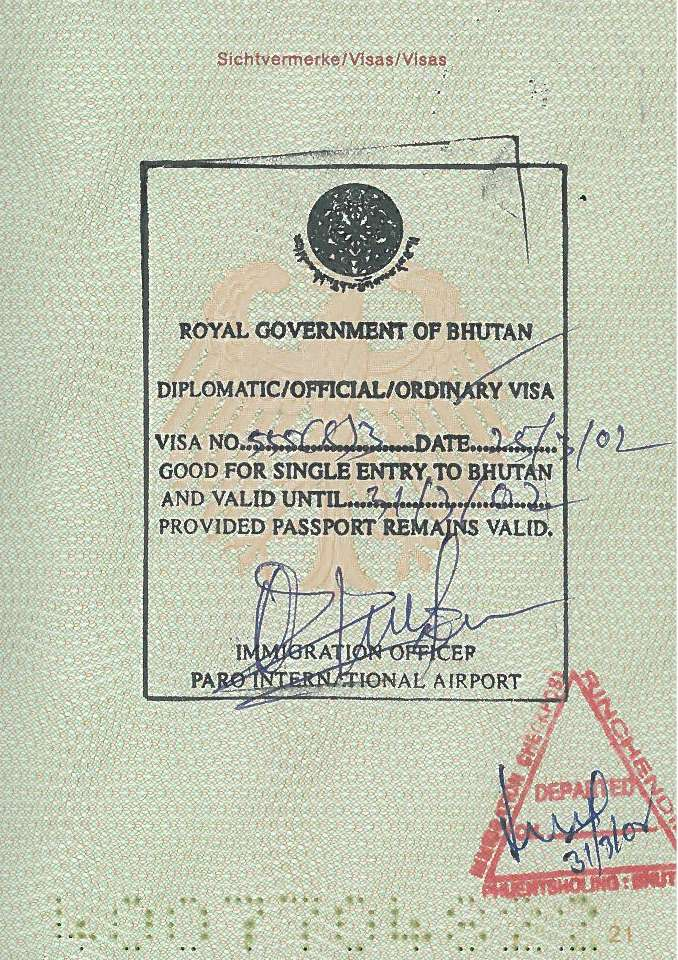
Thị thực Bhutan cấp năm 2002

Du khách đến Bhutan bị quản lý chặt chẽ dưới chính sách "Du lịch chất lượng cao, ảnh hưởng thấp" để giảm thiểu ảnh hưởng đến xã hội và môi trường độc nhất của quốc gia này. Chính sách của Bhutan đảm bảo rằng một số lượng du khách giới hạn đến quốc gia trong một thời điểm, ngăn chặn nó bị quá tải du khách và làm thay đổi bản chất của quốc gia, và do đó du khách đến đây cảm thấy có hiệu quả nhất.

## Bản đồ chính sách thị thực

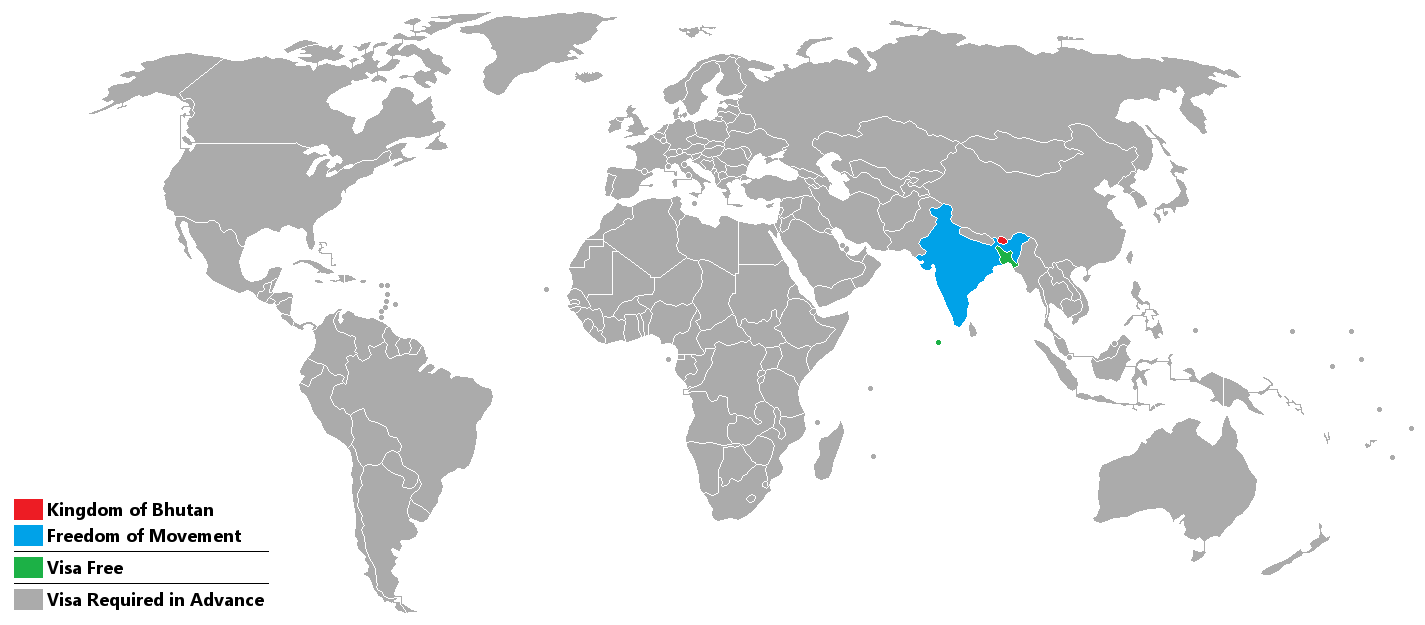
Chính sách thị thực của Bhutan
Bhutan
Đi lại tự do
Miễn thị thực

## Yêu cầu thị thực
Tất cả hành khách (trừ công dân Bangladesh, Ấn Độ, và Maldives) phải xin thị thực trước khi đến Bhutan. Nếu được cho phép, họ được cấp một giấy phép và phải đưa nó ra ở cửa khẩu. Thị thực sau đó được đóng dấu vào hộ chiếu. Du khách nước ngoài phải nhờ tour du lịch Bhutan được cấp phép hoặc một trong những đối tác nước ngoài sắp xếp thị thực và đặt trước chuyến đi. Cũng có phí hàng ngày được tính cho mỗi ngày ở lại. Với hầu hết khách nước ngoài, nó là 250$ một ngày trong dịp cao điểm, và 200$ một ngoài lúc không cao điểm.
Giảm giá cũng được áp dụng cho các nhóm nhỏ hoặc lớn trong khi nhóm it hơn 3 người bị tính phí. Chi phí hàng ngày đảm bảo nơi ở, đồ ăn, hướng dẫn viên và phương tiện giao thông với người lái. Một phần của nó được dùng để trả cho chi phí giáo dục, of it goes towards free education, free chăm sóc sức khỏe và giúp đỡ người nghèo ở Bhutan. Hướng dẫn viên được cấp phép đi cùng du khách trong chuyến đi của họ và thu xếp chỗ ở - hành khách nước ngoài tự túc (trừ công dân Bangladesh, Ấn Độ, và Maldives) bị cấm.
Ngoại lệ duy nhất không cần phải đặt tour là khi nhận được lời mời tới Bhutan từ "mộng công dân có chỗ đứng" hoặc một tổ chức tình nguyện, và những người đến với tư cách là khách mời của chính phủ Bhutan.

## Miễn thị thực
Công dân của các quốc gia sau không cần thị thực và đặt trước một tour du lịch được cấp phép để đến Bhutan, nếu họ có hộ chiếu có hiệu lực ít nhất sáu tháng kể từ ngày nhập cảnh.
| - Bangladesh - Ấn Độ (Miễn hộ chiếu) - Maldives |

Công dân Ấn Độ có thể đến Bhutan bằng đường hàng không hoặc đường bộ, bằng cách cung cấp chứng minh nhân dân ở cửa khẩu. Công dân Ấn Độ đến Bhutan bằng đường bộ mà không có chứng minh thư hoặc hộ chiếu có thể xin "giấy xác nhận" từ lãnh sự quán Ấn Độ ở Phuentsholing, nếu họ có thể đưa ra bằng chứng là công dân Ấn Độ.

### Hộ chiếu ngoại giao hoặc công vụ
Người có hộ chiếu ngoại giao hoặc công vụ của các nước sau có thể đến Bhutan lên đến 90 ngày.
| - Thụy Sĩ (90 ngày) - Thái Lan (90 ngày) |

## Vùng giới hạn tiếp cận
Khi đến Bhutan, tất cả khách nước ngoài mặc định được cấp "giấy phép nhập cảnh" 7 hoặc 14 ngày, chỉ có hiệu lực ở Thimphu và Paro. Phần còn lại của Bhutan được coi là vùng giới hạn, và người nước ngoài cần "giấy phép vùng giới hạn" để tiếp cận. Nơi kiểm tra nhập cảnh được đặt tại các điểm nối giữa các đường quan trọng của quốc gia, nơi cảnh sát kiểm tra giấy phép của tất cả người nước ngoài họ thấy. Ngoài ra, người nước ngoài muốn đi chùa phải có "giấy phép đi chùa" từ Bộ Văn hoá.
Trong khi những giấy phép này thường được sắp xếp bởi người điều hành tour du lịch, du khách người Ấn Độ, Bangladesh, Maldives mà không đặc tour được cấp phép phải đích thân xin giấy phép ở sở nhập cảnh Thimphu. Giấy phép có thể được gia hạn ở sở nhập cảnh Thimphu với phí. Công dân của Bangladesh, Ấn Độ, và Maldives được miễn phí bảo hiểm và gia hạn giấy phép.

## Thống kê
Hầu hết du khách đến Bhutan đều đến từ các quốc gia dưới đây (trừ Bangladesh, Ấn Độ, Maldives):
| Thứ hạng | Quốc gia hoặc vùng lãnh thổ | 2015    | 2014    | 2013    | 2012    |
| -------- | --------------------------- | ------- | ------- | ------- | ------- |
| 1        | Trung Quốc                  | 9.399   | 8.111   | 4.827   | 3.816   |
| 2        | Hoa Kỳ                      | 7.137   | 7.291   | 6.997   | 6.102   |
| 3        | Thái Lan                    | 3.778   | 12.105  | 3.527   | 3.617   |
| 4        | Vương quốc Anh              | 2.958   | 2.680   | 2.309   | 2.491   |
| 5        | Singapore                   | 2.587   | 1.720   | 2.051   | 1.611   |
| 6        | Đức                         | 2.498   | 2.971   | 2.770   | 2.895   |
| 7        | Nhật Bản                    | 2.437   | 2.707   | 4.035   | 7.029   |
| 8        | Úc                          | 1.833   | 2.037   | 2.062   | 1.950   |
| 9        | Pháp                        | 1.563   | 1.636   | 1.572   | 1.863   |
| 10       | Malaysia                    | 1.546   | 2.067   | 2.054   | 1.312   |
|          | Tổng                        | 155.121 | 133.480 | 116.209 | 105.407 |